# Giacomo Cacciapaglia
Giacomo Cacciapaglia (...) è un germanista e traduttore italiano.

## Biografia
Legato alla città di Venezia, fu, nel 1965, il primo preside dell'Istituto Francesco Algarotti. Fu traduttore dalla lingua tedesca, e si occupò prevalentemente di poesia (traducendo Rilke in più occasioni). Il suo volume Scrittori di lingua tedesca a Venezia dal XV secolo a oggi fu pubblicato anche in lingua tedesca con il titolo Deutschsprachige schriftsteller und Venedig: vom XV Jahrhundert bis heute. Collaborò anche con il Centro Tedesco di Studi Veneziani.

## Opere

### Curatele
- Poesia tedesca contemporanea dal 1945 a oggi, Roma, Newton Compton, 1980
- Scrittori di lingua tedesca a Venezia dal XV secolo a oggi, Venezia, La Stamperia di Venezia, 1983

### Traduzioni
- Johannes Hartmann, Piccola storia universale, Firenze, Sansoni, 1959
- Theodor Mommsen, Storie di Roma antica, Firenze, Sansoni, 1960 (con Danilo Baccini e G. Burgisser)
- Rainer Maria Rilke, Sonetti a Orfeo e Poesie sparse, Pordenone, Studio tesi, 1990 (anche curatela)
- Rainer Maria Rilke, Nuove poesie; Requiem, Torino, Einaudi, 1992 (anche curatela)
- Rainer Maria Rilke, Poesie, Einaudi-Gallimard, 1994-1995 (2 voll, 1895-1908 e 1908-1926; con Giuliano Baioni, Roberto Carifi, Anna Maria Carpi, Anna Lucia Giavotto Kunkler, Andreina Lavagetto, Cesare Lievi)